# Zabergäu

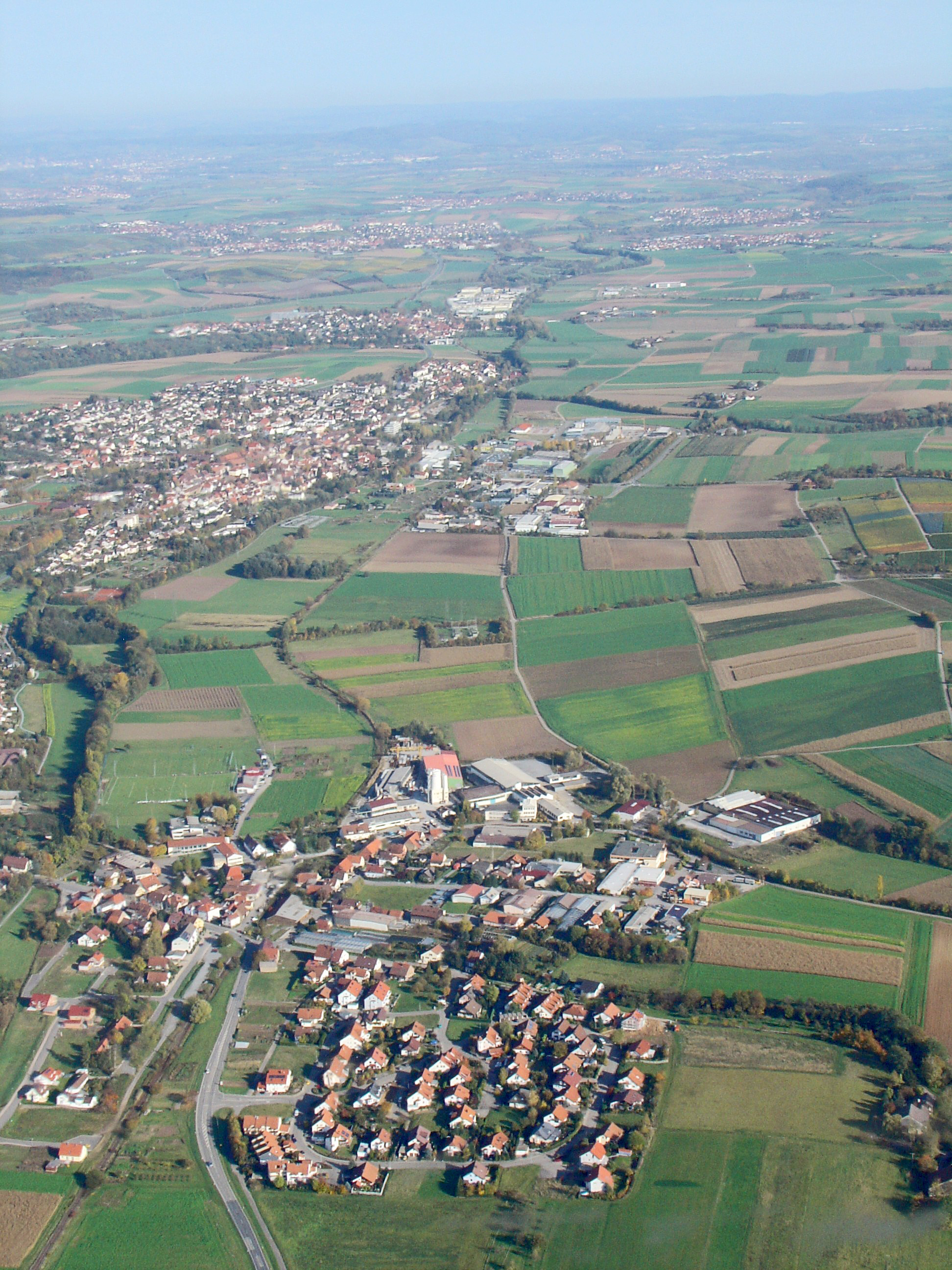
Das Zabergäu

Das Zabergäu, auch Zabergau genannt, ist eine Region in Baden-Württemberg, rund 40 km nördlich von Stuttgart und 50 km östlich von Karlsruhe. Namensgebend ist die Zaber, ein linker Nebenfluss des Neckars.

## Geographie

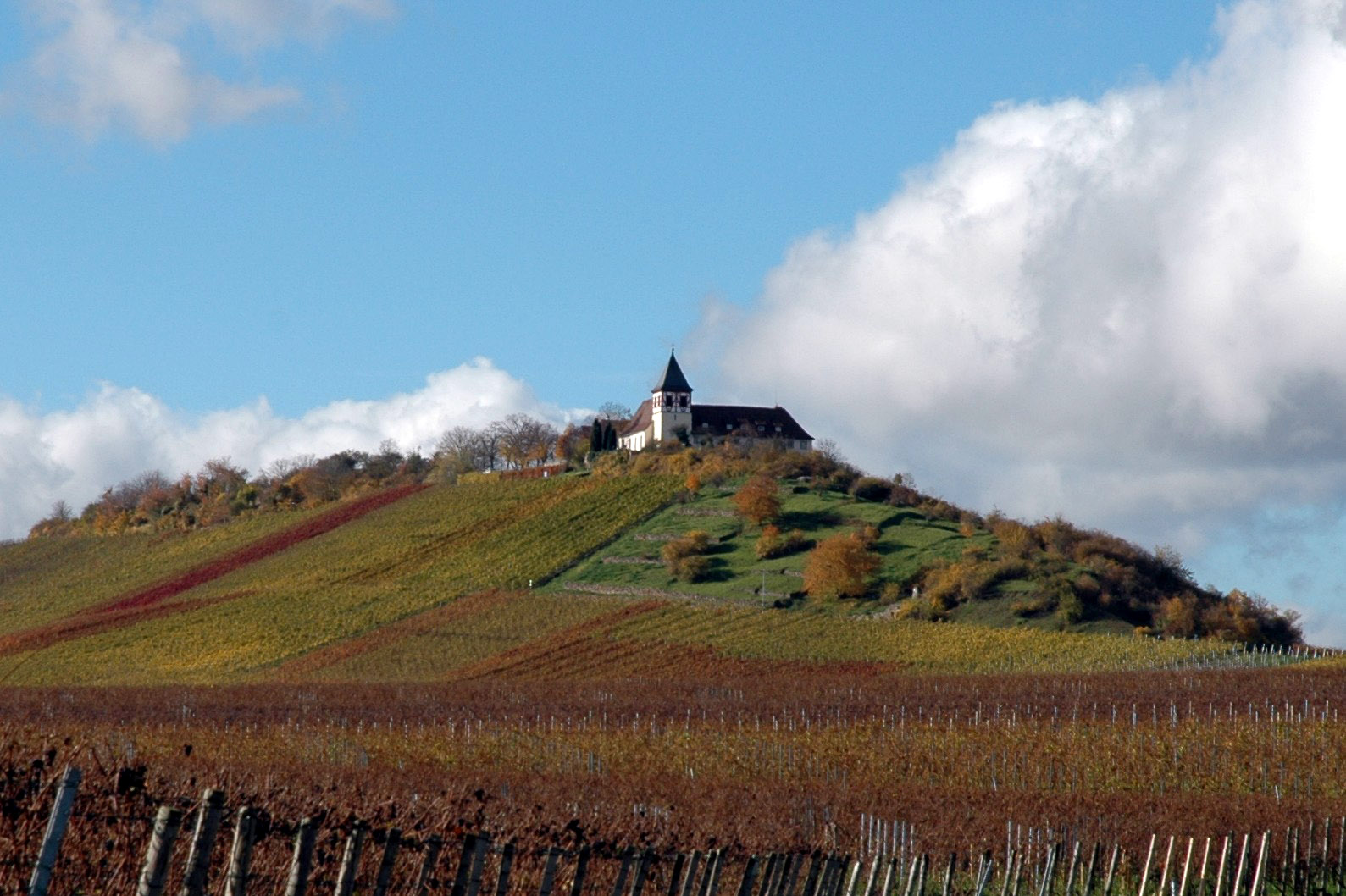
Michaelsberg bei Cleebronn

Unter naturräumlichen Gesichtspunkten ist das Zabergäu ein Teil des Neckarbeckens. Es handelt sich um die naturräumliche Teileinheit Nr. 123.8 der Haupteinheitengruppe Neckar- und Tauber-Gäuplatten. Die Landschaft wird von Westen her von Keuperbergen umklammert: Im Norden bildet der Heuchelberg die Barriere zum Kraichgau, im Süden liegt der Stromberg.
Die Zaber entspringt im Stromberg südlich von Zaberfeld und fließt zuerst in die Ehmetsklinge. Danach fließt sie weiter in östliche Richtung und mündet nach 22 km bei Lauffen am Neckar in den Neckar. Wahrzeichen des Zabergäus ist der 394 Meter hohe Michaelsberg bei Cleebronn.
An der Zaber liegen die Orte Brackenheim, Güglingen, Pfaffenhofen und Zaberfeld. Ferner rechnet man die Orte Cleebronn, das mit seinem Gemeindegebiet an die Zaber grenzt, sowie Nordheim dazu. Im weiteren Sinne wurden und werden auch Bönnigheim und das als „Tor zum Zabergäu“ bezeichnete Lauffen einbezogen.

## Klima
Aufgrund der geschützten Lage ist das Kleinklima mild. Im Zabergäu wird vermutlich schon seit dem frühen Mittelalter, wie im benachbarten Neckarland, intensiver Weinbau betrieben. Eine Aufzeichnung im Codex Laureshamensis berichtet von einer Stiftung aus dem Jahre 793, die unter anderem Weinberge im Zabergäu umfasst haben soll. Auch für die Klöster Weißenburg und Hirsau werden für das 9. und 10. Jahrhundert Erwerbungen und Besitzungen im Zusammenhang mit dem Weinbau erwähnt.

## Geschichte
Das Zabergäu zählt zu den ältesten Siedlungsgebieten Südwestdeutschlands. Die beiden angrenzenden Keuper-Höhenzüge waren vermutlich schon in der Mittelsteinzeit besiedelt. Für die Jungsteinzeit sind in fast allen Gemarkungen des Zabergäus Siedlungsreste nachgewiesen. Die meisten davon sind den Bandkeramikern zuzuordnen, aber auch Siedlungen der Rössener Kultur, der Michelsberger Kultur und der Schnurkeramiker wurden gefunden. 
Aus der Bronzezeit stammen Siedlungsreste in der Nähe der Orte Hausen, Nordheim, Hohenstein und Sersheim sowie ein Urnenfriedhof bei Meimsheim. Aus der Hallstattzeit stammen Grabhügel bei Leonbronn und an den Rändern des Strom- und Heuchelberges. Auch Befestigungen bei Freudental und auf der Eselsburg sowie die Rennwege, die durchlaufenden Höhenwege über Strom- und Heuchelberg, stammen vermutlich aus jener Zeit. Die Kelten besaßen zwischen 400 vor Christus bis um Christi Geburt eine Fliehburg auf dem Michaelsberg, Siedlungsreste fanden sich bei Brackenheim und Güglingen.
Zur Römerzeit war das Zabergäu dicht besiedelt. Zwischen Lauffen und Güglingen befanden sich 14 Siedlungen, meist große villae rusticae, die oberhalb des Hochwasserspiegels der Zaber auf Lösshügel gesetzt waren. Die römischen Straßen verliefen im Talgrund und verbanden diese Siedlungen direkt, im Gegensatz zu den älteren Rennwegen auf den Höhen.
Vom 4. Jahrhundert n. Chr. an nimmt der römische Einfluss ab und wird durch zugezogene Alamannen dominiert. Die Orte im Zabergäu, die auf -ingen enden, sind als alemannische Gründungen anzusehen. Reihengräberfelder in Güglingen, Frauenzimmern, Brackenheim, Meimsheim, Bönnigheim, Erligheim und Horrheim sind Zeugnisse aus der frühalemannischen Zeit. Der zeitweise 350 Hektar große Allmendwald auf dem Stromberg, an dem bis zu 30 Gemeinden Anteil hatten, war ein typisches Beispiel alemannischen Bodenrechts, das erst 1883 mit dem Verkauf an den württembergischen Staat sein Ende fand. Nach der Schlacht von Zülpich wurden die Alemannen um 500 von den Franken aus dem Zabergäu verdrängt. Nur wenig weiter südlich, etwa entlang der Enz, verlief die Grenze zum schwäbischen Stammesgebiet. Der Name Zabergäu ist vermutlich fränkischen Ursprungs, da die Franken bevorzugt Flussnamen für die Gaueinteilung verwendeten.
Im 12. und 13. Jahrhundert setzte, mit dem Wachstum der Bevölkerung in ganz Deutschland, auch im Zabergäu eine erneute Rodungs- und Besiedlungswelle ein. Sie stieß in die engeren und höher gelegenen Teile der Täler vor. Dabei entstanden die Dörfer und Weiler des oberen Zabertals und Siedlungen seitab vom Tal wie Cleebronn und Haberschlacht. Einzelne dieser Siedlungen, beispielsweise Balzhof, zwischen Cleebronn und Frauenzimmern, und Mörderhausen bei Zaberfeld gingen später wieder zugrunde.
Die tonangebenden Adelsfamilien im Zabergäu waren im Hochmittelalter die Herren von Magenheim, die Herren von Neipperg und die Herren von Sternenfels, die sich ursprünglich Kürnbach nannten. Das westliche Vorland des Stromberges stand bis zur Reformation unter dem vorherrschenden Einfluss des Klosters Maulbronn.
Im Bauernkrieg 1524–1526 war auch das Zabergäu betroffen. Eine Schar, angeführt von Hans Wunderer aus Pfaffenhofen, eroberte das Deutschordensschloss Stocksberg. Im Dreißigjährigen Krieg und im Pfälzischen Erbfolgekrieg war die offene Senke zum Neckarland hin Einfall- und Durchzugsgebiet; es wurde von Hunger, Seuchen und Plünderungen heimgesucht. Es dauerte bis weit in das 18. Jahrhundert hinein, bis sich das Land von den Verlusten dieser Zeit erholt hatte.
Anfang des 18. Jahrhunderts wurde das Dorf Nordhausen gegründet. Gegen den Widerstand von Teilen der ansässigen Bevölkerung wurden hier 55 aus dem Piemont geflüchtete Waldenser-Familien angesiedelt; es handelt sich um die letzte Waldenserkolonie, die in Württemberg gegründet wurde.

## Verkehr
Die wichtigsten Durchgangsstraßen im Zabergäu sind die L 1103 (Bretten–Brackenheim) sowie L 1106 (Brackenheim–Heilbronn).
Die Zabergäubahn von Lauffen am Neckar nach Leonbronn wurde 1886 (Lauffen am Neckar bis Güglingen) bzw. 1901 (Verlängerung bis Leonbronn) als Schmalspurbahn in Betrieb genommen. In den 1960er-Jahren wurde die Strecke auf Normalspur umgebaut. 1986 wurde der Personenverkehr, 1994 auch der Güterverkehr eingestellt. Die Planung zeigt, dass die Reaktivierung aufgrund finanzieller Herausforderungen immer wieder verschoben wurde, jedoch weiterhin politische Unterstützung und Interesse besteht, was auf eine mögliche Realisierung in der Zukunft hindeutet.

## Sonstiges
Wie der Name schon erahnen lässt, stammt die Apfelsorte Zabergäurenette aus dieser Region.